# 莱蓬泰
莱蓬泰（法語：Les Pontets，法語發音：[le pɔ̃tɛ]）是法国杜省的一个市镇，位于该省南部，属于蓬塔利耶区。

## 地理
莱蓬泰（46°43'9"N, 6°10'18"E）面积6.36 平方千米，位于法国勃艮第-弗朗什-孔泰大區杜省，该省份为法国东部内陆省份，北起上索恩省，西接汝拉省，东部及东南部与瑞士接壤，东北部与贝尔福地区省接壤。
与莱蓬泰接壤的市镇（或旧市镇、城区）包括：龙德方丹、穆特、勒屈尔福、塞尔涅博、米尼奥维拉尔。

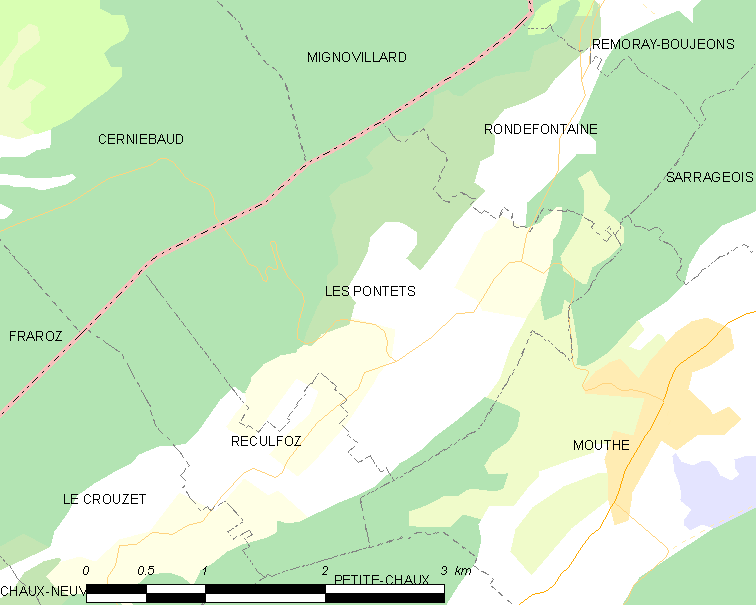
莱蓬泰的OSM定位图

莱蓬泰的时区为UTC+01:00、UTC+02:00（夏令时）。

## 行政
莱蓬泰的邮政编码为25240，INSEE市镇编码为25464。

## 政治
莱蓬泰所属的省级选区为弗拉讷县。

## 人口

1962-2008年间莱蓬泰人口变化图示

莱蓬泰于2022年1月1日时的人口数量为137人。